# RPMI-8226
RPMI-8226细胞是的一種人类多發性骨髓瘤永生細胞系，來源於一位61岁男性患者，列入NCI-60和LL-100细胞列表廣泛應用於生物學和癌症研究。